# Charles d'Allonville
Pour les articles homonymes, voir Allonville (homonymie).
Charles d'Allonville, dit Charlot est né en 1400 dans la Beauce et mort au printemps 1479.
Charles d'Allonville est écuyer, seigneur d'Allonville, de Chamblay, d'Ésclimont (à Saint-Symphorien-le-Château), de Moreaulieu, de La Ronce, du Plessis-Saint-Benoist, du Bréau et de Basmeville, et de la Prevosté, mais également seigneur d'Oysonville du fait de sa première femme, Marguerite de Crosnes.
Il exerce les fonctions d'écuyer des écuries du roi, puis de Maître d'hôtel et Grand Panetier de la Maison du Roi. Par la suite Charles d'Allonville est  gouverneur de Montlhéry, Grand chambellan de France, capitaine de 100 lancesUne compagnie d'ordonnance était dirigée par un capitaine qui avait sous ses ordres un nombre variable de lances d'ordonnances, cela pouvait aller de 3 lances à plus de 100 lances. Une lance était composée d'un chevalier, d'un page ou écuyer, de trois archers, d'un coutilier et d'un sergent d'armes tous à cheval mais combattant à pied. Soit pour cent lances, sept cents hommes.

## Biographie

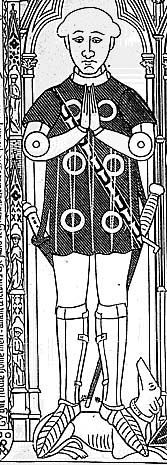
Dalle funéraire d'Adam d'Escrones (lieu inconnu).

Charles d'Allonville est seigneur d'Oysonville du fait de sa première femme, Marguerite de Crosnes (1410-1453), petite-fille d'Adam de Escrones, seigneur du lieu, en 1386. 
La guerre de Cent Ans, où il a été l'un des capitaines, se termine en 1453. Sa première femme, Marguerite de Crosnes, meurt cette année-là.
Il se remarie en 1454 à Bertranne de Richebourg d'Orval (1440-1528), fille de Jean de Richebourg, capitaine de cinquante hommes d'armes et Marguerite d'Escrones. Bertranne (1440-6 février 1508) est dame d'Oysonville, mais aussi d'un fief au Tremblay, près Montfort, terres qui avaient appartenu à la famille d'Escrones. 
Dès 1457, il est employé au chapitre des dons et récompenses faites par le roi Charles VII. Le 29 août 1461, Charles, homme d'armes sous Monseigneur le comte de Dunois et de Longueville, Jean de Dunois, a la charge et la conduite de cent lances. 
Après la bataille de Montlhéry, le 16 juillet 1465, Louis XI et la Cour séjournent au château de Charles d'Allonville à Louville-la-Chenard[réf. à confirmer].
Charles d'Allonville est seigneur d'Arnancourt dès 1471. Ce fief va rester dans la famille jusqu'en 1668 et certains d'Allonville seront dits d'Arnancout.

### La conduite de cent lances (1474)
Par lettres du 8 décembre 1474 données à Château-Thierry, le roi confie à Charles, son conseiller et chambellan, la conduite de cent lances nouvellement levées, outre le nombre ordinaire, aux gages de 20 sols par mois pour chaque lance fournie.

### Chambellan du roi Louis XI (1475)
Louis XI lui écrit le 19 janvier 1475, en rappelant ses titres de maître d'hôtel, de chambellan et de conseiller.
Charles est gouverneur de Montlhéry et de Meulan, en 1479.
Charles d'Allonville se distingue particulièrement dans le sillage de Louis XI, dont il est le principal agent en pays chartrain et au delà.[réf. nécessaire]
Il meurt en 1479 et est inhumé en l'église de Poinville.

## Descendance
- Jehan d'Allonville d'Oysonville (1455-1500), écuyer d'écurie du roi est seigneur d'Oysonville de 1479 à sa mort en 1494.
- Marie d'Allonville (1456-1520).
- Symon d'Allonville d'Oysonville (1458-janvier 1533).
- Antoine d'Allonville (1462-1508), seigneur d'Esclimont.
- Jehanne d'Allonville (1464-1498) dame d'Oysonville.
- Marie d'Allonville.
- Marguerite d'Allonville.
- Bertranne d'Allonville.